# لايتنينغ
لايتنينغ هي أفعوانية مقلوبة تقع في مدينة الكويت الترفيهية في الكويت العاصمة. افتتحت الأفعوانية عام 2004، وقد تم تصنيعها من قبل الشركة السويسرية بوليغير ومابيارد.
كان تصميم لايتنينغ مطابقًا تمامًا لنموذج "باتمان: ذا رايد" الموجود في العديد من منتزهات سيكس فلاغز في الولايات المتحدة الأمريكية.
أُغلقت الأفعوانية مع إغلاق المدينة الترفيهية في 6 يونيو 2016، وتمت إزالتها لاحقًا في أكتوبر 2020. كان يُعتقد أنها قد أُرسلت للتفكيك، مما جعلها ثالث أفعوانية من تصميم بوليغير ومابيارد يتم هدمها، بعد الأفعوانيتين المزدوجتين "ديويلينغ دراغونز" في منتزه جزر المغامرة التابع ليونيفرسال في أورلاندو.
ومع ذلك، ظهرت الأفعوانية مؤخرًا من جديد في منتزه قيد الإنشاء في الهند، حيث من المقرر إعادة افتتاحها في عام 2025.

## روابط خارجية
- مدينة الكويت الترفيهية - الموقع الرسمي

 الكويت